# Brother from the Same Planet
«Brother from the Same Planet» (с англ. — «Брат с той же планеты») — четырнадцатый эпизод четвёртого сезона мультсериала «Симпсоны».

## Сюжет
Гомер забывает заехать за Бартом после футбольного матча и оставляет сына мокнуть под дождём. В отместку Барт обращается в агентство «Старший брат» и, выдав себя за бездомного сироту, обзаводится старшим братом. Пока Барт проводит время со своим новым отцом Томом, Гомер в качестве мести приобретает младшего брата в том же агентстве, а Лиза попадает в зависимость от телефонной линии «Корри» и тщетно пытается от неё избавиться.